# Александрійський латинський патріархат
Александрійський латинський патріархат номінальний патріархат латинської церкви на Александрійському престолі в Єгипті.  Проіснував з 1276 по січень 1964 року. 

## Історія
Відомості про латинського патріарха Александрії вперше зустрічаються лише у XIV столітті. Посада була лише титулярною, оскільки єпископ ніколи не займав Престолу. Його патріаршим собором у Римі була папська базиліка Святого Павла за мурами. Багато посадовців обіймали резиденційні (архі)єпископські посади різного рангу в католицьких країнах і навіть (раніше та/або пізніше) в інших титулярних латинських патріархатах (Єрусалим, Константинополь). Титулярний престол мав свої спірні номінації під час папського розколу в Авіньйоні.
З 1724 року Мелькітський Католицький Патріарх Антіохії та всього Сходу носить також титул Патріарха Александрійського. У 1895 році з католицького апостольського вікаріату Александрії було засновано Коптський католицький патріархат Александрії. Таким чином, для Католицької Церкви залишається Александрійський Патріарх.
Титулярний Латинський Патріархат був залишений вакантним у 1954 році та скасований у січні 1964 року разом із титулами Латинських Патріархів Антіохії та Константинополя.